# Franz Justus Wedemeyer
Johann Franz Justus Wedemeyer (* 5. August 1745 in Katlenburg; † 9. Juni 1819 ebenda) war Gutsbesitzer und Abgeordneter der Reichsstände des Königreichs Westphalen.

## Leben

### Herkunft und Familie
Johann Franz Justus Wedemeyer wurde als Sohn des Oberamtmanns Franz Georg Wedemeyer (1697–1764) und dessen Gemahlin Dorothea Sophia Koenemann (1706–1775) geboren. Am 19. Juni 1780 heiratete er Charlotte Justine von Pape.
Aus der Ehe gingen der Sohn Georg Ludwig (1781–1867) und die Tochter Theodore Louise (1791–1829, ⚭ Gustav Karl von Bischoffshausen) hervor. Georgs Sohn Ludwig war Abgeordneter des Reichstags des Norddeutschen Bundes.

### Wirken
Franz Justus ging nach seiner Schulausbildung in die Verwaltung und wurde Amtmann in seinem Heimatort Katlenburg. Von 1793 an war er für einige Zeit der Ausbilder des späteren Abgeordneten Ludwig von Wangenheim. Johann ging in die Politik und war vom 2. Juni 1808 bis zum 26. Oktober 1813 (Ende der Herrschaft Napoleons) als Vertreter der Gutsbesitzer für das Leine-Departement Abgeordneter der Reichsstände des Königreichs Westphalen. In dieser Zeit war er auch Mitglied des Departementsrats sowie des Departements-Wahlkollegiums. Nach der Franzosenzeit war er Königlich-Hannoverscher Oberamtmann des Amtes Katlenburg-Lindau.